# 染井靈園
染井靈園（日语：染井霊園）是位於日本東京都豐島區駒込的都營墓園。舊稱染井墓地。染井靈園是水戶德川家的墓地，德川齊昭的生母和德川昭武的生母、其側室高橋悅子就葬於此處。墓園面積67,911平方米，約有5,500座墳墓，在八個都營墓園中規模最小。

## 葬於此處的名人

### 文學界
- 饗庭篁村，小說家
- 淡島寒月，作家、畫家、古董收藏家
- 北田薄冰，小說家
- 五島美代子，歌人
- 阪本四方太，俳人
- 二葉亭四迷，小說家、翻譯家
- 水原秋櫻子，俳人、醫學家
- 宮武外骨，記者、作家
- 山田美妙，小說家

### 教育界
- 石川倉次，教育家，日本點字之父
- 巖本善治，教育家、評論家
- 若松賤子，教育家、翻譯家，巖本善治之妻
- 高嶺秀夫，教育家

### 企業界
- 石川一郎，企業家，經團聯首任會長
- 川田小一郎，企業家、日本銀行第三任總裁

### 演藝界
- 伊藤道郎，舞蹈家
- 土方久敬（土方與志），演出家，土方久元之孫

### 音樂界
- 巖本眞理，小提琴家
- 大田黑元雄，音樂評論家

### 藝術界
- 海野勝珉，金屬雕塑家
- 岡倉天心，美術家、思想家
- 梶田半古，日本畫畫家
- 熊谷直彥，日本畫畫家
- 下岡蓮杖，攝影家、畫家
- 高村光雲，佛師、雕刻家
- 高村光太郎，詩人、彫刻家，高村光雲之子
- 高村智惠子，西洋畫家，高村光太郎之妻

### 政治界
- 奧宮健之，社會運動家、幸德事件被處決者之一
- 小河一敏，政治家、堺縣知事
- 樺山資紀，政治家、海軍大將、首任台灣總督
- 陸羯南，政治評論家
- 酒井忠績，江戶時代末期大名、老中、大老。播磨姫路藩第8代藩主。
- 酒井忠惇，江戶時代末期至明治時代的旗本、大名、華族，酒井忠績之兄。
- 幣原喜重郎，政治家，第44代內閣總理大臣
- 下條康麿，政治家，文部大臣
- 高田早苗，政治家、文部大臣
- 松浦詮，政治家，松浦家第37代當主
- 土方久元，政治家
- 濱尾新，政治家，文部大臣
- 福岡孝弟，土佐藩士、政治家。
- 若槻禮次郎，政治家、大藏大臣

### 醫學界
- 勝沼精藏，醫學家
- 高良齋，醫學家、荷蘭學家
- 高階經德，醫師，孝明天皇與明治天皇御醫
- 前田政四郎，醫師、陸軍軍醫監

### 學術界
- 笹川臨風，歷史家、評論家、俳人。
- 下瀨雅允，發明家、工程學博士
- 末弘嚴太郎，法律學者
- 杉亨二，統計學家、思想啟蒙家
- 關根正直，國文學者
- 坪井正五郎，生物人類學家
- 安岡正篤，易經學者、哲學家
- 矢部吉禎，植物學家
- 山內恭彥，理論物理學家
- 山田要吉，明治時期機械工程學者

### 其他
- 新田邦光，明治時代神道家
- 松浦厚。江戶時代末期至明治時代的華族、茶道家，松浦詮的長男
- 佐藤功一，建築家
- 窪田鎭章，幕府末期武士

染井靈園周圍有很多寺廟，每個都有墓地。因此，有時會將葬在這些寺廟的名人也視為葬在染井靈園，例如慈眼寺的芥川龍之介、谷崎潤一郎和司馬江漢的墳墓、本妙寺的遠山景元和千葉周作的墳墓。三菱財閥創辦人岩崎彌太郎最初被埋葬在染井靈園，但後來被轉移到相鄰的三菱公司住宅用地。然而，岩崎家族的一些分支家族被埋葬在染井墓地（例如，彌太郎的孫子和管理顧問——岩崎勝太郎）。在埋葬彌太郎的墓地裡，埋葬著彌太郎以外的岩崎家本家之人。

## 外部連結
- 维基共享资源上的相關多媒體資源：染井靈園
- （日語）